# Glutops melanderi
Glutops melanderi är en tvåvingeart som beskrevs av Teskey 1970. Glutops melanderi ingår i släktet Glutops och familjen Pelecorhynchidae.
Artens utbredningsområde är Kalifornien. Inga underarter finns listade i Catalogue of Life.